# Rixi

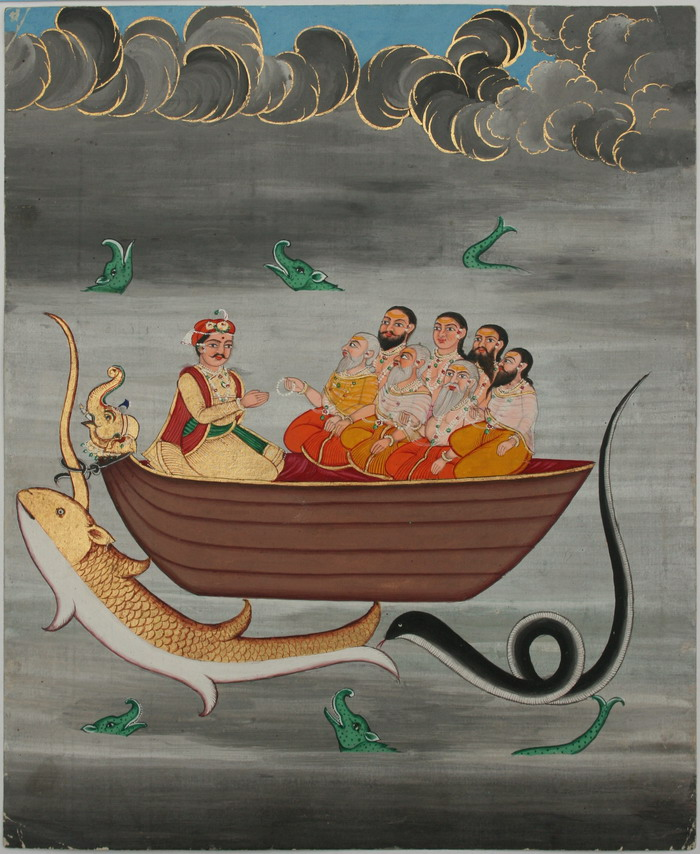
Saptarixi e Manú

Rixi (em védico: ऋषि; romaniz.: ṛiṣi) é um termo védico para uma pessoa realizada e esclarecida. Os risis compuseram hinos dos Vedas. A tradição pós-védica do hinduísmo considera-os como "grandes sadus" ou "sábios" que, após intensa meditação (tapas), perceberam a verdade suprema e o conhecimento eterno, que compunham em hinos.